# One Minute
"One Minute" je pjesma američke pjevačice Kelly Clarkson. Pjesma je 22. rujna 2007. godine objavljena kao drugi singl u Australiji s njenog albuma My December u izadanju RCA Recordsa. Pjesmu su napisali Kelly Clarkson, Chantal Kreviazuk, Kara DioGuardi i Raine Maida dok je producent David Kahne.

## O pjesmi
Clarkson je izjavila kako je pjesma "One Minute" trebala biti objavljena kao skadba u njenom albumu Breakaway, ali pjesmu ipak nije odabrala njena duskogrfska kuća RCA Records. Clarkson je preradila tekst pjesme te ju je kasnije objavila na albumu My December, na kojemu je objavljena kao singl. Pjesmu su također namjeravali objaviti kao prvi singl s albuma.

## Popis pjesama
Australski CD singl
1. "One Minute" – 3:35
2. "Never Again" (uživo) – 3:37

## Ljestvice
| Ljestvice (2007.) | Najviša pozicija |
| ----------------- | ---------------- |
| Australija        | 36               |

## Povijest objavljivanja
| Država                 | Datum               | Izdavač     | Format   |
| ---------------------- | ------------------- | ----------- | -------- |
| Australija             | 22. rujna 2007.     | RCA Records | CD singl |
| Ujedinjeno Kraljevstvo | 22. listopada 2007. | RCA Records | CD singl |